# Adelantado de Costa Rica
El título de adelantado de Costa Rica fue una dignidad nobiliaria hereditaria, otorgada en 1565 por Felipe II de España a Juan Vázquez de Coronado, conquistador de Costa Rica. Tenía anexa una renta anual de mil pesos, que se pagó a sus titulares de los fondos de la Real Audiencia de Guatemala desde 1687 hasta la independencia de España.

## Sucesión
La sucesión en el adelantamiento de Costa Rica fue la siguiente:
1. Juan Vázquez de Coronado (m. 1565), casado con Isabel Arias Dávila.
2. Gonzalo Vázquez de Coronado y Arias Dávila (m. 1612), casado con Ana Rodríguez del Padrón.
3. Juan Vázquez de Coronado y Rodríguez del Padrón, quien murió sin hijos.
4. Diego Vázquez de Coronado y Rodríguez del Padrón (m. 1660), casado con Francina de Melgarejo. En 1660 renunció el título en favor de su nieta.
5. María Núñez-Temiño y Vázquez de Coronado (m. 1720), casó en primeras nupcias con Juan Fernández de Salinas y La Cerda y en segundas con Agustín Rodríguez de la Gala, pero no tuvo descendencia. En 1716 cedió el título a su único sobrino segundo.
6. Diego Vázquez de Montiel y Ocón y Trillo (m. 1733), casado con Sebastiana de Echavarría Navarro
7. Pablo José de Montiel y Echavarría Navarro (m. 1764), casado con Francisca de Valderrama.
8. Diego José de Montiel y Valderrama, nacido en 1748, prócer de la independencia de Nicaragua. Casó con Manuela Chamorro, pero no tuvo descendencia, por lo que a su muerte el Adelantamiento debía recaer en la descendencia de sus hermanos. Sin embargo, en 1823 la Asamblea Nacional Constituyente de las Provincias Unidas del Centro de América dispuso abolir todas las dignidades nobiliarias y el título se extinguió. La línea primogénita de esta familia está representada actualmente (octubre de 2012) por el nicaragüense doctor Luis Eduardo Montiel Morales, descendiente directo de un hermano del último Adelantado de Costa Rica.

El título de adelantado de Costa Rica también lo ostentó fugazmente de 1539 a 1541 Hernán Sánchez de Badajoz, gobernador de Veragua Real, ambos títulos por concesión de la Real Audiencia de Panamá pero estos fueron desautorizados por la Corona española.